# جاده ئی۶۰۶ اروپا
جاده ئی۶۰۶ اروپا (به انگلیسی: European route E606) یکی از جاده‌های درجه ۲ قاره اروپا است.
این جاده که در کشور فرانسه قرار دارد از شهر آنگولم شروع شده و در شهر بوردو به پایان می‌رسد.